# Ânderson Lima
Pour les articles homonymes, voir Anderson.
Ânderson Lima est un footballeur brésilien né le 18 mars 1973. Il évolue au poste de défenseur.